# Droog Design

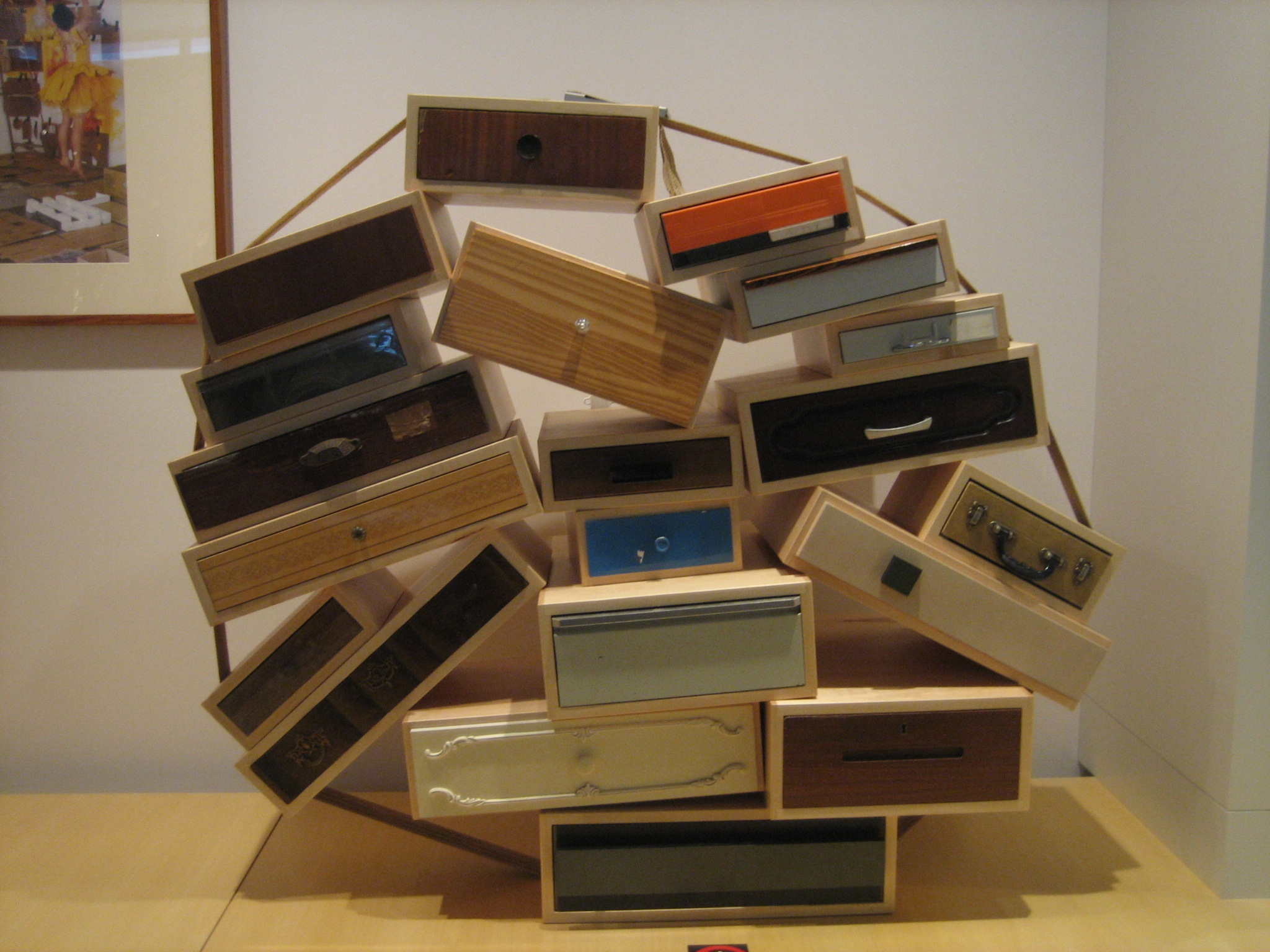
Chest of Drawers (Cassettiera) di Tejo Remy (1960), parte della collezione Droog Design.

Droog Design (droog in olandese significa "asciutto, secco") è un noto collettivo di designer olandesi che progettano e producono articoli di arredamento e prodotti di design industriale.
Ha reso celebri designer come Marcel Wanders, Hella Jongerius, Tejo Remy, Richard Hutten e Jurgen Bey.

## Storia
Droog Design è stato fondato nel 1993 da Gijs Bakker e Renny Ramakers dopo un riscontro positivo in occasione di un'esposizione a Milano (da loro curata) di prodotti di vari giovani designer, in concomitanza con il Salone Internazionale del Mobile.
Iniziarono stipulando un accordo con la DMD (Development Manufacturing and Distribution) per produrre e vendere i propri prodotti, gran parte come limited editions. Questi prodotti rappresentavano, a livello di contenuto e qualità, l'immagine e il modo di pensare di Droog Design: idee originali e concetti chiari, creati in modo ironico ma mai privi di senso.
Nel 1994 Droog fece una seconda esposizione (sempre durante il Salone del Mobile) e cominciarono a stabilire un contatto con il Centraal Museum di Utrecht, che avrebbe comprato e mantenuto in mostra l'intera esposizione fino al 1999. Bakker e Ramakers intuirono che i designers selezionati da Droog avrebbero avuto un miglior riscontro se i loro lavori fossero stati esposti collettivamente. Iniziarono quindi una serie di collaborazioni con la DMD e l'Università di Delft fino ad arrivare nel 1997 alla Rosenthal, per la quale realizzarono lavori in porcellana.
Da allora il collettivo ha sviluppato il concept, sperimentando in diversi settori e con diversi designer ma rimanendo fedele ai propri principi di originalità e chiarezza.
Il lavoro di tutti questi anni ha portato a un archivio di più di 150 prodotti, i quali sono stati creati da gruppi formati per i diversi progetti o commissionati individualmente da Baker e Ramakers.
Nel 2009, Bakker ha abbandonato la direzione di Droog Design, che resta pertanto guidato esclusivamente da Ramakers.

## Stile
La filosofia Droog riconosce l'alto valore concettuale, che parte da un'intuizione, un ragionamento, una sensazione e arriva ad un prodotto "asciutto", ovvero senza frange, rigoroso ed in contrapposizione al design griffato.
Per propagandare i propri lavori si servono di Slogan, come ad esempio, la serie DO CREATE presentata al salone del mobile 2000. In questa occasione l'utente doveva compiere una determinata azione per dare senso all'oggetto stesso. La sedia DO HIT ad esempio è venduta come un cubo di metallo che dovrà essere scolpita dal consumatore stesso a colpi di martello, così da renderlo partecipe alla realizzazione dell'oggetto.